# Армейский ранец

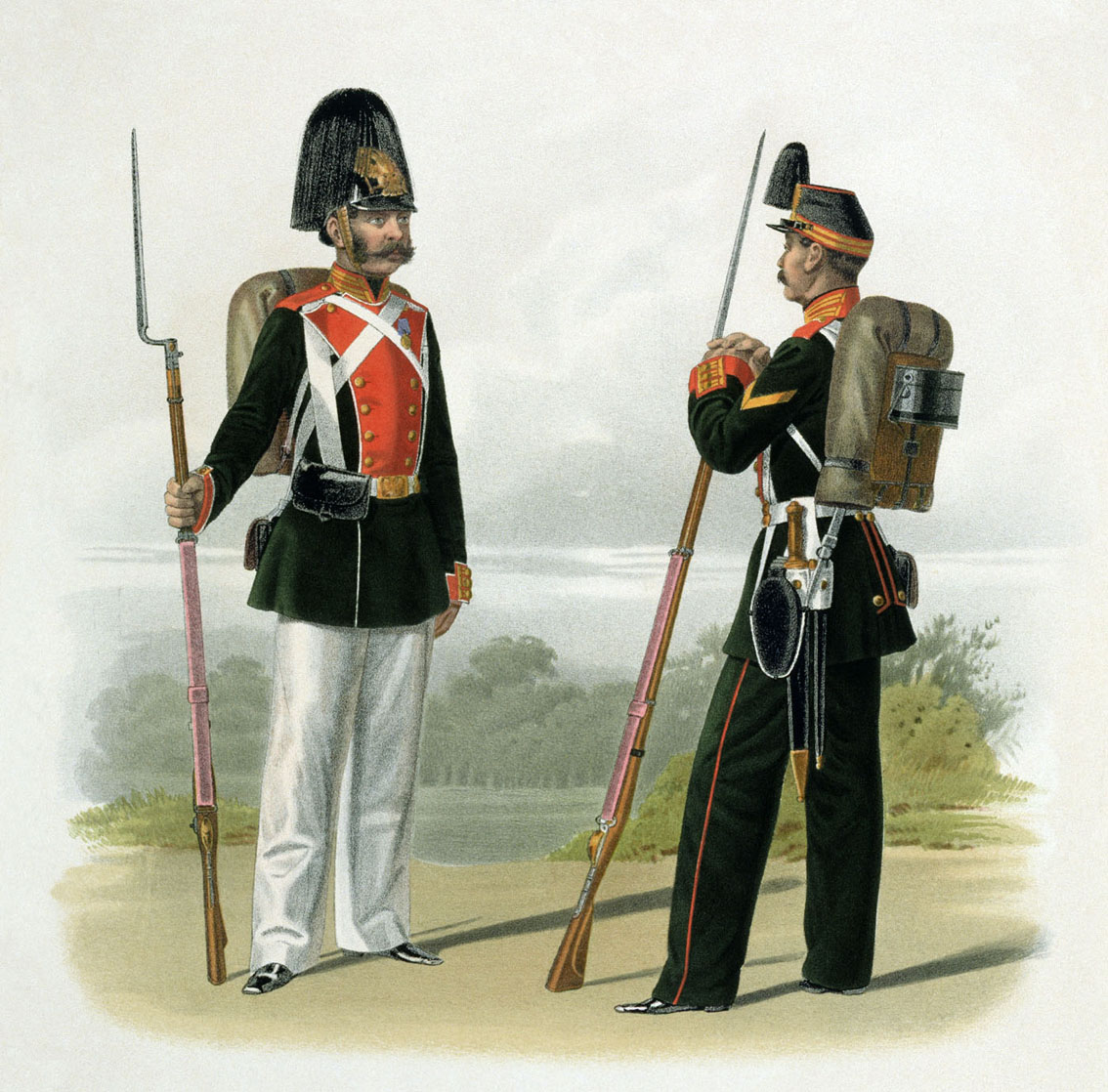
Пиратский К. К. Рядовые полков Лейб-Гвардии Преображенского и Московского. 1862 год.

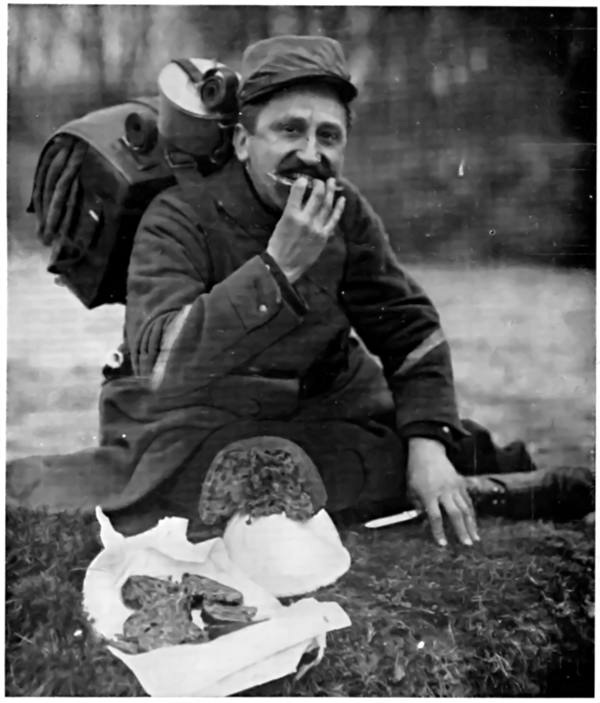
Французский солдат. 1914 год.

Армейский или солдатский ранец (от нем. Ranzen — котомка, сумка) — амуничная заплечная сумка для солдат, гренадер, егерей и так далее, получившая широкое распространение в XVIII — XIX веках.
В другом источнике указано что Ра́нец м. нем. солдатская котомка, для запасной одежды, белья, пищи и пр. По-немецки — Торнистер (Tornister).

## История
Ранец, в гвардии и армии — входил в комплект индивидуального имущества военнослужащего (стрелка, солдата (пехотинца), гренадёра, егеря и других) и предназначался для переноски постоянно необходимых вещей в походе. Походный ранец должен быть прочен, легок, непромокаем и удобен для носки.

### В Русских гвардии и армии
В Русских гвардии и армии до воцарения Александра I ранцы изготавливались в виде цилиндра из чёрной яловочной кожи, а потом стали шиться из телячьей и тюленьей. Ранцевые ремни по роду войск изготавливались из белой лосины, юфти или лакированной кожи.
В 1808 году были введены ранцы для офицеров пехотных полков и артиллерийских бригад. Ношение ранцев солдатами регламентировалось. Ранцы выдавались воспитанникам и строевым нижним чинам военно-учебных заведений.
В 1862 году во всех [пехотных войсках были введены ранцы из телячьей кожи, по установленному образцу.
В 1874 году в частях гвардейской и армейской пехоты взамен ранцев из телячьей кожи были введены ранцы из непромокаемой парусины, окрашенной в чёрный цвет. Изготавливался с не пришитыми плечевыми ремнями.
Во время русско-турецкой войны 1877—1878 гг. использовавшийся (по образцу западных армий) ранцы из телячьей кожи оказались тяжелыми и неудобоносимыми, поэтому многие воинские части заменили их вещевыми мешками из непромокаемой парусины.
В 1882 году ранцы были заменены вещевыми и сухарными мешками и сапожными чехлами из непромокаемой парусины, но в 1889 году мешки отменены в гвардейской пехоте, пешей артиллерии и инженерных войсках, а взамен вновь введены ранцы образца 1874 года; в гренадерской и армейской пехоте принято снаряжение из вещевого мешка и сапожного чехла новых образцов.
В ранец образца 1874 год укладывались: две рубахи, исподние брюки, две пары портянок, полотенце, пара рукавиц с варежками, башлык, 6 фн. (ок. 2 кг) сухарей, 1/8 фн. (ок. 50 грамм) соли, принадлежности ружейные и для содержания чистоты и опрятности, чарка и 24 патрона.
В 1894 году был введён ранец пехотный гвардейский, который состоял из четырёхугольного мягкого корпуса из чёрной непромокаемой парусины с крышкою и пришитыми к нему ремнями из юфти. Ткань пропитывалась непромокаемым составом. В 1899 году утверждён подобный образец ранца для пешей артиллерии и инженерных войск и отличавшийся от образца 1874 года меньшим размером. Указанные образцы использовались до 1917 года.

### В РККА
В комплект ранцевого походного снаряжения рядового состава стрелковых частей РККА (образца 1936 года) входили:
- Ранец, с 4 ремнями для приторачивания скатки шинели, 2 ремнями для приторачивания котелка и стального шлема и 2 наплечными ремнями для переноски ранца;
- Принадлежности для ранца:
  - мешок для продовольственного запаса;
  - мешок для принадлежностей чистки винтовки;
  - мешок для ремонтного запаса;
  - мешок для предметов гигиены (несессер) с мыльницей, футляром для зубной щётки и коробочкой для зубного порошка.

## Ранцевый запас продовольствия
Ранцевый запас продовольствия носился пехотинцем на плечах, а кавалерист транспортировал его на коне. Он позволял войскам несколько дней обходиться без обоза, всегда сильно тормозящего передвижение. Без ранцевого запаса особенно сильно затруднялось бы продовольствие в дни сражений, когда обозы не могут быть притянуты к войскам. Поэтому все начальники должны были строго наблюдать, чтобы ранцевый запас содержался в постоянном комплекте и произведенный из него расход как можно скорее пополнялся. Ранцевый запас бывает:
1. неприкосновенный — расходуемый лишь в крайних случаях.
2. расходный — для текущего довольствия.

Размеры первого определены были точными правилами; размер расходного ранцевого запаса законом не был нормирован и определялся в каждом частном случае распоряжением войскового начальства.

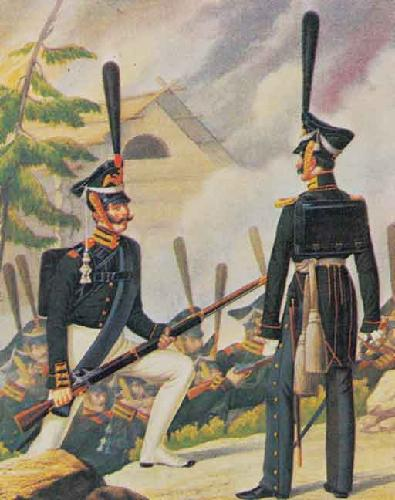
Чины лейб-гвардии Егерского полка. 1812 год.
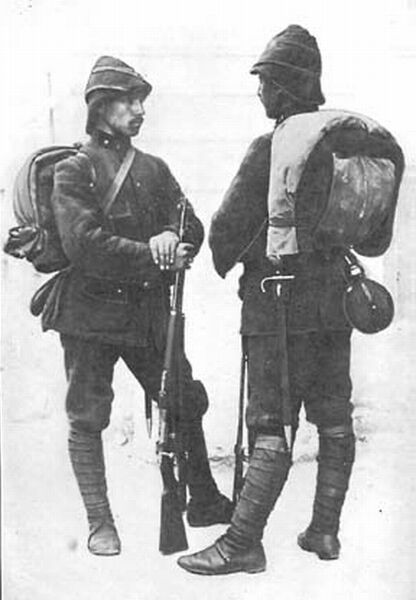
Мехметчики с ранцами.
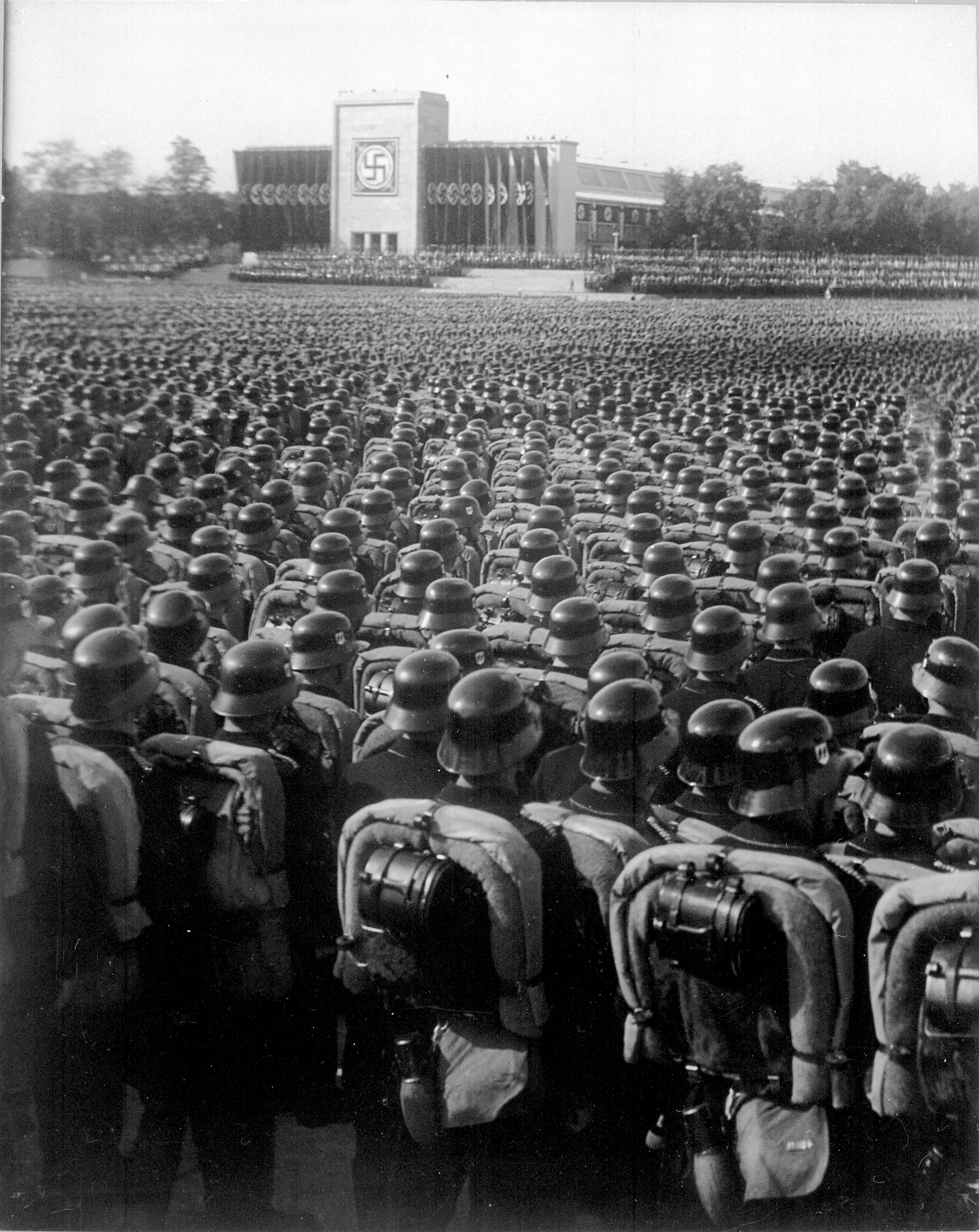
Ранцы у отрядов СС (Schutzstaffel).
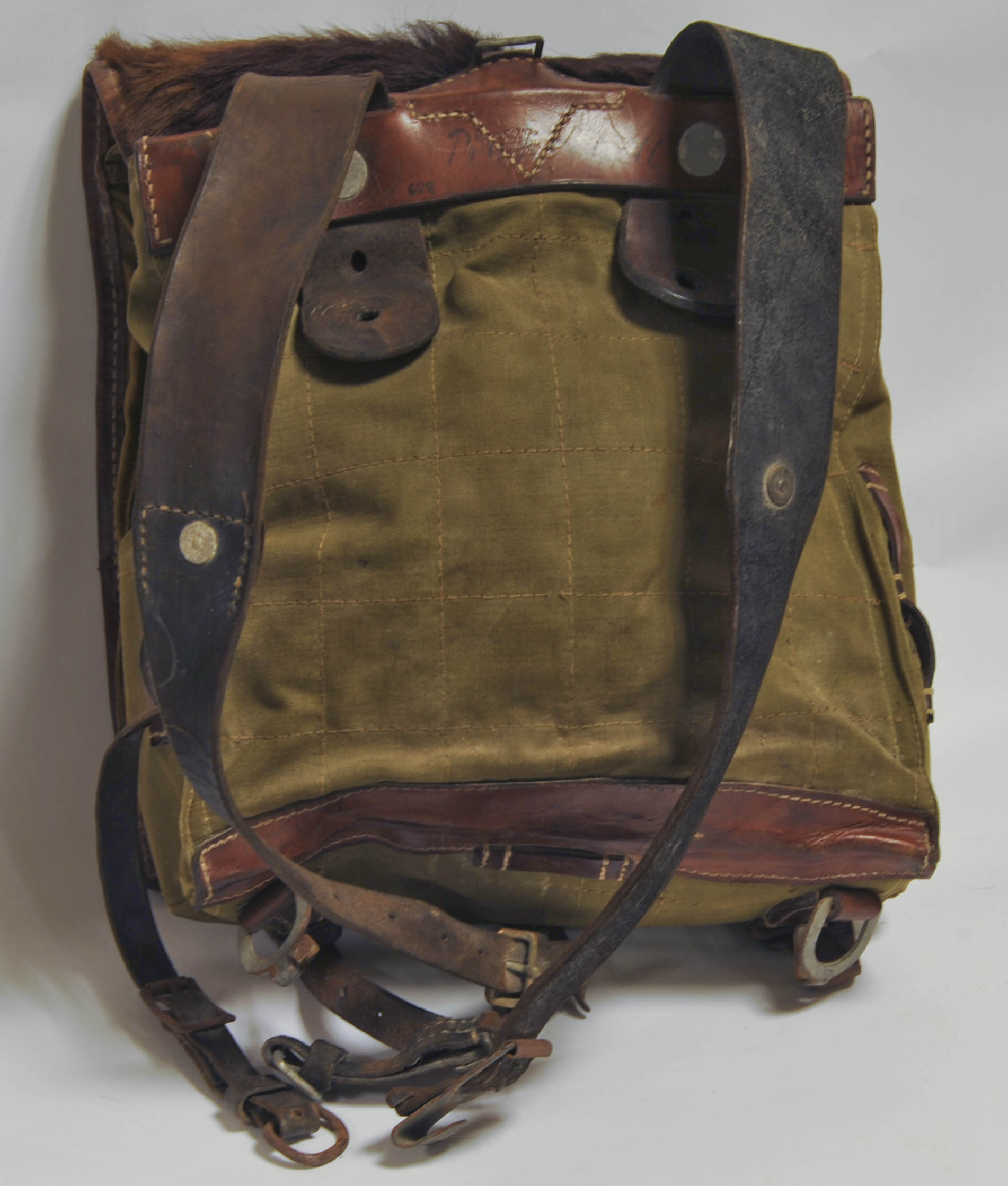
Немецкий армейский ранец времён Второй мировой войны.